# Real Salt Lake
Real Salt Lake este un club american de fotbal cu sediul în Sandy, Utah o suburbie a Salt Lake City. Echipa joacă meciurile de acasă pe Stadionul Rio Tinto.

## Lotul actual
La 3 iulie 2024. 
| Nr. |                            | Poziție | Jucător        |
| --- | -------------------------- | ------- | -------------- |
| 2   | Statele Unite ale Americii | F       | Andrew Brody   |
| 3   | Costa Rica                 | F       | Bryan Oviedo   |
| 4   | Columbia                   | F       | Brayan Vera    |
| 6   | Paraguay                   | M       | Braian Ojeda   |
| 7   | Argentina                  | M       | Pablo Ruiz     |
| 8   | Statele Unite ale Americii | M       | Diego Luna     |
| 9   | Columbia                   | A       | Chicho Arango  |
| 11  | Columbia                   | A       | Andres Gómez   |
| 12  | Jamaica                    | A       | Matthew Bell   |
| 13  | Columbia                   | M       | Nelson Palacio |
| 14  | Statele Unite ale Americii | F       | Emeka Eneli    |
| 15  | Statele Unite ale Americii | F       | Justen Glad    |
| 16  | Cuba                       | M       | Maikel Chang   |
| 18  | Statele Unite ale Americii | P       | Zac MacMath    |
| 19  | Statele Unite ale Americii | A       | Bode Hidalgo   |
| 20  | Statele Unite ale Americii | F       | Erik Holt      |
| 21  | Coasta de Fildeș           | A       | Axel Kei       |

| Nr. |                            | Poziție | Jucător             |
| --- | -------------------------- | ------- | ------------------- |
| 23  | Statele Unite ale Americii | A       | Ilijah Paul         |
| 24  | Statele Unite ale Americii | P       | Tomas Gomez         |
| 25  | Anglia                     | M       | Matt Crooks         |
| 26  | Statele Unite ale Americii | F       | Philip Quinton      |
| 27  | Franța                     | A       | Bertin Jacquesson   |
| 29  | Ecuador                    | M       | Anderson Julio      |
| 30  | Uruguay                    | F       | Marcelo Silva       |
| 32  | Statele Unite ale Americii | F       | Zackery Farnsworth  |
| 33  | Statele Unite ale Americii | F       | Tommy Silva         |
| 34  | Statele Unite ale Americii | M       | Luca Moisa          |
| 35  | Statele Unite ale Americii | P       | Gavin Beavers       |
| 36  | Statele Unite ale Americii | F       | Kevin Bonilla       |
| 37  | Statele Unite ale Americii | F       | Luis Rivera         |
| 38  | Statele Unite ale Americii | M       | Jude Wellings       |
| 72  | Statele Unite ale Americii | A       | Zavier Gozo         |
| 98  | Grecia                     | F       | Alexandros Katranis |

## Premiile Clubului

### Campionat
- Cupa MLS
  - Câștigători (1): 2009

- Cupa Conferinței de Est
  - Câștigători (1): 2009

- Cupa Conferinței de Vest
  - Locul doi (1): 2008

### Trofee de importanță minoră
- Cupa Rocky Mountain
  - Câștigători (3): 2007, 2008, 2009
  - Locul doi (2): 2005, 2006

- Cupa Carolina Challenge
  - Câștigători (1): 2009